# 금성사
금성사(金星社, Goldstar)는 1958년에 LG그룹 창업주 구인회가 설립한 전자 회사였다.

## 역사
- 1958년에 금성사로 설립하였으며, 1년 뒤인 국산 라디오를 시판하였다.
- 1985년에 홍보전시관 테크노피아로 런칭하였다.
- 1995년에 LG전자와 LG산전으로 분리되었고, '1995년 3월 1일'부터 LG전자로 개칭하였다.
- 그 후 '2002년 4월 1일'에 인적분할하여 재설립되었고, 존속법인은 LG EI로 사명을 변경했다가 이듬해에 LG CI에 흡수합병되어 소멸하였다.
- (LG전자의 전자제품 중 일부는 2002년까지 예전 금성사 로고와 혼재되어 사용되었다.)
- LG산전은 2003년 LG그룹에서 분리되었고, 2005년 LS그룹으로 출범하면서 LS산전으로 이름이 바뀌었다.
- 전자제품, 전선, 트랙터, 굴삭기, 컴퓨터 모니터를 비롯해서, 일본 히타치 제작소와 기술 제휴로 광학 디스크 드라이브, 엘리베이터 등 수많은 제품을 생산하였다.

## 연혁
- LG전자가 수출하는 전자제품 중에는 2002년까지 'GoldStar(금성사)'라는 예전 로고가 남아 있었는데 전자레인지, 창문형 에어컨, 제습기, 오디오 등만 예전 금성사 로고가 붙는다.
- 나머지 전자제품은 LG전자를 통해 판매되었다.
- 내수 시장에서 판매되는 제품도 2002년까지 혼재되어 사용되었다.
- 1996년 8월부터 단계적으로 LG전자 로고로 통일하기로 하였다.

- 금성사의 트랙터는 일본의 야마하와 협업하여 1975년 현대그룹의 분업으로 시작하였다.

- 이들은 1977년에 이탈리아의 피아트와 협업하기 시작하였다.
- 1983년에 미쓰비시와 협업하기 시작하였고, 1984년에 피아트와 다시 협업하기 시작하였다.

## 슬로건
| “ | 순간의 선택이 10년을 좌우합니다 | ” |

| “ | 기술의 상징 금성 | ” |